# Даб-техно
Даб-техно (англ. dub techno) — поджанр техно-музыки и одна из разновидностей дабтроники, сочетает в себе бит минимал-техно, ритмичное «атмосферное» звучание эмбиента, и реверберацию, присущую даб-музыке.
Для даб-техно характерно то, что большое количество релизов выпускаются на нет-лейблах и распространяются под лицензиями Creative Commons.

Глубокий бас, пунктиром обозначенный ритм, синтезаторный аккорд, масса эхо. Ритм довольно прост, это всё-таки регги-техно, но он не просто «достойный», он прямо-таки аристократический. Сдержанная романтическая меланхолия.
Ценность и благородство этой музыки невозможно переоценить, без преувеличения — это одна из вершин техно 90-х годов, то, что будет вызывать трепет и через много лет.
Шедевр.
Эта музыка оправдывает существование на белом свете семплеров, синтезаторов, секвенсоров, ритм-машин и фильтров, весь этот хлам был придуман только для того, чтобы появились эти чёрные звуки.
— А. Горохов, рецензия на альбом "Rhythm & Sound" одноименного даб-техно проекта , 2001

## Представители
- Advanced Dream
- Andrey Pushkarev
- Andy Clap
- Andy Stott
- Antias
- Arthur Tourenism
- Atheus
- Atlaxsys
- Avguchenko
- Basic Channel
- Beat Pharmacy (пионер жанра)
- CV313
- Dedice
- DeepChord
- Deeperwalk
- Digitalverein
- Dive Craft
- DRGBL5
- Drifted
- Dubatech
- Dublicator
- Elliahh
- Fluxion
- Grad_U
- Gradient
- Grit
- Havantepe
- Heavenchord
- Ilya Kozhevnikov
- Ilya Orange
- Indeepend
- Intrusion
- Juni Staub
- Kontext
- Luke Hess
- Marko Fürstenberg
- Martin Schulte
- Maurizio
- M-Eject
- Midub
- Miroslav Wilde
- Monolake
- Moritz Von Oswald
- Mr Zu
- Mr. Bizz
- Mr. Cloudy
- Ohrwert
- Oldschool_Dubtechno .Producer
- Pantha du Prince & The Bell Laboratory
- Pendle Coven
- Quantec
- re: boot aka Shulenin DV
- Reshaping Channel
- Rhythm & Sound
- Roberto Figus
- Substak
- Textural Being
- Voices from the Lake
- Yagya

## Лейблы
- Deepchord
- Basic Channel
- Adeptlabel
- Deep in Dub
- Chain Reaction
- Cism
- Instabil
- Load And Clear
- Qunabu
- Schall-netlabel
- Thinner
- Simphonic Silence Inside
- Deep Penetration
- Ubertrend
- Hello Strange
- Spclnch
- PIRANHA SIBERIA DUB

## Радио
- Anima Amoris
- Deepmix
- Deep Techno FM
- DPStation
- Infusio
- Subflow

## В медиа
- Квадрат (фильм) — документальный фильм о реалиях диджейства, содержащий даб-техно.